# Musée royal de Bandjoun
Le Musée royal de Bandjoun est un musée communautaire inauguré en octobre 2003 dans la région de l'ouest Cameroun.

## Description
Le Musée royal de Bandjoun a été fondé par le roi Fotué Kamga et aménagé dans les années 1970. Il s'inspire du musée privé créé par le roi Njoya à Foumban dans les années 1920. Le musée de Bandjoun a été aménagé dans sa chefferie. Le musée accueille en décembre la grande fête culturelle Bandjoun, avec des prestations artistiques et un grand rassemblement familial. À proximité du musée royal, se trouve le marché de Bafoussamde et des lieux privés comme la résidence royale de la chefferie Batoufam.
Le musée a pour mission de célébrer le faste de la cour des rois de Bandjoun, la grandeur et le pouvoir de ces monarques et de leurs collaborateurs, la solidité des institutions. Ses œuvres matérialisent des thèmes universels comme la mort, la vie, la défaite, l'amour, la victoire, la puissance, le prestige, la force occulte, etc. historique, sociale. Le musée présente des centaine d’objets telle que les masques significatifs du patrimoine culturel et artistique de Bandjoun, un centre de création et de tradition artistiques du Grassland camerounais. Des pièces rares sont exposées, dont quelques chefs-d’œuvre de l’art africain. Le musée royal de bandjoun abrite des expositions permanentes au titre " Bandjoun: tradition dynamique, création et vie" est organisée en plusieurs thèmes tels que: Le pays et les hommes; Mythes, légendes et histoire; Royaume et société, sociétés secrètes et religions; Bandjoun hier, aujourd'hui et demain; Itinéraire de la mémoire collective. Le musée accueille également des expositions temporaires sur divers sujet.
Le financement du Musée royal de Bandjoun,est principalement assuré par des soutiens de la communauté locale et des associations de personnes intéressées, comme Les Amis de Bandjoun Station. Il s'appuie également sur les dons et les ventes d'objets d'art et de souvenirs permettant d'auto financer grâce aux revenus générés par la vente de ses objets.
Tourisme et fréquentation